# Batman: The Enemy Within
«Batman: The Enemy Within» (с англ. — «Бэтмен: враг внутри») — графическая приключенческая игра о Бэтмене, разработанная и выпущенная компанией Telltale Games. Является сиквелом Batman: The Telltale Series.

## Эпизоды
| № общий | № в сезоне | Название                              | Дата премьеры  |
| --- | ---------- | ------------------------------------- | -------------- |
| 6 | 1          | «Загадка» «The Enigma»                | 8 августа 2017 |
| Загадочник нападает на Руми Мори, бизнесмена, являющегося преступником, в казино, но ему мешает Бэтмен. Злодей успевает лишить Мори двух пальцев с помощью своей ловушки. Когда Загадочник скрывается, Бэтмен обнаруживает оставленную коробку с загадкой и знакомится с Амандой Уоллер, директором Агентства. После Брюс возвращается в пещеру и решает головоломку. Он узнаёт, что в коробке есть какой-то передатчик. Бэтмен связывается с Люциусом Фоксом, и тот направляются в Башню Уйэна. Там же Тиффани, дочь последнего, становится сотрудником Уэйн Энтерпрайзис. К Брюсу приходят агенты Авеста и Блейк, а Люциус отправляется изучать загадку. Вскоре он звонит Уэйну и прощается перед смертью, поскольку в лаборатории происходит взрыв. На похороны Фокса является Джон Доу и просит Брюса встретиться с его друзьями. Он также даёт наводку, где можно найти Загадочника, и Бэтмен с Гордоном отправляются туда. На базе они находят мёртвого агента и решают очередную загадку. После Загадочник по видеосвязи обвиняет Агентство в своём падении. Вернувшись в пещеру, Бэтмен понимает, что та коробка с загадкой была маяком для ракеты, которая взорвала лабораторию, и глушит другие сигналы, на которые нацелился злодей. Выяснив, где находится Загадочник, Бэтмен отправляется на его корабль, где в заложниках держат агентов. Когда герой одолевает злодея, последнего убивает неизвестный, выстрелив уколом с ядом. Эпизод заканчивается тем, что Уоллер сообщает Бэтмену, что знает его тайну личности. |            |                                       |                |
| 7 | 2          | «Что скрыто внутри» «The Pact»        | 3 октября 2017 |
| Поговорив с Уоллер, Бэтмен отправляется на полицейский склад и сталкивается с Бэйном. Герой терпит поражение и возвращается в пещеру. Он решает встретиться с Джоном Доу и приходит в бар «Полная колода». После Джон знакомит Брюса с Харли Квинн. Та отправляет Доу за слашем и говорит с Уэйном наедине. Джон возвращается с украденным напитком, и они едут в Уэйн Энтерпрайзис. Харли просит украсть фаланговый ключ, чтобы убедиться в том, что Брюс хочет работать с ними. Он проходит в свою компанию, но Квинн и Доу догоняют его, решив идти с ним. Они натыкаются на Регину, председателя компании, и Харли конфликтует с ней. Затем трое спускаются в секретную лабораторию Уэйна, и Брюс обнаруживает Тиффани в хранилище. Если он убеждает её довериться ему, то она отдаёт прибор, и Джон, заметивший Фокс, не раскрывает её присутствие. После Бэтмен встречается с Гордоном, к ним присоединяется Уоллер. Брюсу необходимо внедриться в банду Харли и Джона. Когда он оказывается на их базе, то начинает втираться в доверие к Бэйну и Мистеру Фризу. После банда отправляется на дело. Они заполучают то, что нужно, и Уэйн узнаёт, что они украли труп Загадочника. Затем в их убежище прибывает Женщина-Кошка, не ожидая встретить там Брюса. |            |                                       |                |
| 8 | 3          | «Треснутая маска» «Fractured Mask»    | 21 ноября 2017 |
| Поняв, что кто-то сообщил федералам о деле, банда собирается найти предателя. Брюс хочет заполучить ноутбук Загадочника, находящийся у Харли, и вместе с Женщиной-кошкой и Джоном отправляется на базу злодея, где уже бывал как Бэтмен. Там, решив загадку, Брюс и Кошка спускаются в подвальную комнату, пока Джон ждёт сверху. Они изучают компьютер Загадочника, подключают к нему дешифратор и узнают о проекте «Санктус». Требуется сканирование сетчатки глаза Загадочника; из-за её отсутствия компьютер взрывается, но Брюс успевает вытащить флэшку с дешифратором. Кошка решает действовать сама и убегает с дешифратором. После Брюс и Джон сидят в кафе, говорят о женщинах, и Уэйн просит друга помочь заполучить ноутбук Харли. Брюс замечает бэт-сигнал и отправляется к Гордону. Когда они заканчивают разговор, Бэтмен замечает на крыше Джона. Тот рад встречи с кумиром и предлагает украсть для героя ноутбук у Харли. Так или иначе, он попадает к Бэтмену. Брюс узнаёт, что Агентство проводило опыты на людях и назначает встречу с Уоллер. Он приходит в свою компанию, но Гордон собирается арестовать его, однако Уоллер не допускает этого. Далее Брюс говорит с Тиффани наедине и может признаться ей в том, что он Бэтмен. Затем он беседует с Уоллер и выясняет, что «Санктус» — бывшее подразделение Агентства, которое сейчас нужно остановить. Уэйн находит их тайную базу, но появляется Бэйн, который вырубает Брюса и возвращает к банде. Харли подозревает его или Женщину-кошку в краже ноутбука. Если Уэйн берёт вину на себя, его бросают в криогенную камеру Фриза. |            |                                       |                |
| 9 | 4          | «Злодеи из водевиля» «What Ails You»  | 23 января 2018 |
| Брюсу удаётся выбраться из криогенной камеры, и он отправляется за бандой. Вместе с Женщиной-кошкой он сражается против них. Бэйна и Фриза удаётся победить, а Харли сбегает с вирусом, бросив Джона. Последний также уходит. От Фриза Бэтмен узнаёт, как найти Харли: та отправится за телом Загадочника для получения образца его крови, чтобы превратить вирус в своё лекарство от психической болезни. Уэйн и Авеста едут на базу банды и встречают Джона. Тот соглашается помочь найти Харли. Бэтмен возвращается в пещеру и видит поплохевшего Альфреда. Затем он говорит с Тиффани в особняке и получает сообщение от Дожна. Брюс прибывает на место встречи и видит убитых агентов, у трупов которых стоит Доу. Джон пытается убедить Брюса, что это была самооборона, и ругается с другом. Он рассказывает, что знает о его тайне, о личине Бэтмена. Джон знает, что задумала Харли, и просит довериться ему. Если Уэйн этого не делает, на Готэмском мосту Джон помогает Харли и скрывается вместе с ней. |            |                                       |                |
| 10 | 5          | «Кто смеётся последним» «Same Stitch» | 27 марта 2018  |
| Если Джокер — злодей: Бэтмен находит детектива Буллока, которого жестоко помучили Джон и Харли. Затем он прибывает в Уэйн Энтерпрайзис, куда являются бандиты. Джон становится Джокером. С Харли он убивает очень много сотрудников с помощью вируса. Брюс и Тиффани спускаются в лабораторию, и Уэйн понимает, что Джокер не выдал его тайну личности. Выяснив местоположение бомбы с вирусом, он отправляется в церковь и обезвреживает устройство. Далее он встречается с Гордоном, который хотел дать ему наводку. Однако это была засада Джокера, в заключении которой злодей даёт Джиму карту с остальными бомбами, но простреливает ему ноги. Психопат вырубает Бэтмена, и тот приходит в себя, видя запертую в камере Женищну-кошку. Вместе они проходит через игры Джокера и в комнате с надгробиями встречают Тиффани. Джокер выяснил, что это она убила Загадочника. Затем трое попадают в комнату с Джокером и Харли, и последние устраивают принудительный ужин с откровениями. Туда же приходит Альфред, куда его заманил Джокер. Когда Брюс пользуется моментом, чтобы освободиться, завязывается драка. Всё выходит из под контроля, и Джокер убегает, бросая Харли, но Уэйн догоняет его и чуть не убивает. Одолев злодея, Брюс прощается с Уоллер. Он может решить судьбы Гордона, Женщины-кошки, агента Авесты и в конце поговорить с Тиффани. Бэтмен может предать её правосудию или же стать наставником, чтобы она прошла искупление. Затем Уэйн возвращается в особняк, где Альфред сообщает ему, что уходит. Он не хочет увидеть, как Брюс, идя по разным путям со своим отцом, в итоге закончит также, как Томас. Уэйн может отказаться от жизни Бэтмена, чтобы Альфред остался, или же отпустить дворецкого. В эпилоге Джокер находится в Аркхеме и играет с куклой Брюса. |            |                                       |                |

## Отзывы
| Сводный рейтинг       | Сводный рейтинг                     |
| Агрегатор             | Оценка                              |
| --------------------- | ----------------------------------- |
| GameRankings          | (XONE) 80 % (PS4) 80 % (PC) 79,60 % |
| Metacritic            | (PC) 79/100                         |
| OpenCritic            | 81/100                              |
| «Критиканство»        | 90/100                              |
| Иноязычные издания    |                                     |
| Издание               | Оценка                              |
| Game Informer         | 8,5/10                              |
| Hardcore Gamer        | 4/5                                 |
| IGN                   | 7,3/10                              |
| Jeuxvideo.com         | 15/20                               |
| RPGFan                | 87/100                              |
| Русскоязычные издания |                                     |
| Издание               | Оценка                              |
| StopGame.ru           | «Изумительно»                       |
| «Игры Mail.ru»        | 7,5/10                              |

| Игра                          | GameRankings                                      |
| ----------------------------- | ------------------------------------------------- |
| Episode 1: The Enigma         | 79,44 % (PC) 75 % (PS4) 81,75 % (XONE)            |
| Episode 2: The Pact           | 75,82 % (PC) 76,67 % (PS4) 75 % (XONE) 80 % (iOS) |
| Episode 3: The Fractured Mask | 73,33 % (PC) 71,43 % (PS4) 70 % (XONE)            |
| Episode 4: What Ails You      | 76,31 % (PC) 79,29 % (PS4) 70 % (XONE)            |
| Episode 5: Same Stitch        | 85,64 % (PC) 86,67 % (PS4) 70 % (XONE)            |

В отличие от первой части, Batman: The Enemy Within на Metacritic получила более положительные оценки в последних двух эпизодах: 77 и 85 баллов для ПК-версии.
В обзоре IGN, 5 эпизод признан лучшим (7,9 из 10), создавая предпосылки для продолжения истории. Кульминация является интересным времяпрепровождением для любого поклонника Тёмного рыцаря.
Согласно рецензии Игры@Mail.Ru, новый сезон позволяет взглянуть на непростую жизнь не столько супергероя, сколько человека, которому приходится менять маски и спасать людей, рискуя потерять очень многое. Некоторые образы героев и злодеев далеки от классических, воплощённых в комиксах DC, поэтому игрокам стоит на время абстрагироваться от своих представлений.
Второй эпизод Batman: The Enemy Within, The Pact, вышедший 3 октября 2017 года, содержал изображение посла России в Турции Андрея Карлова, убитого 19 декабря 2016 года. Официальный представитель МИД РФ Мария Захарова сообщила, что ведомство намерено разобраться с этим фактом и будет добиваться исключения фото из игры. В компании принесли извинения и заявили, что сожалеют о произошедшем. Было выпущено обновление, которое удалило фотографию на всех платформах.

## Продажи
Летом 2018 года, благодаря уязвимости в защите Steam Web API, стало известно, что точное количество пользователей сервиса Steam, которые играли в игру хотя бы один раз, составляет 80 154 человек.